# Krystyna Bryl

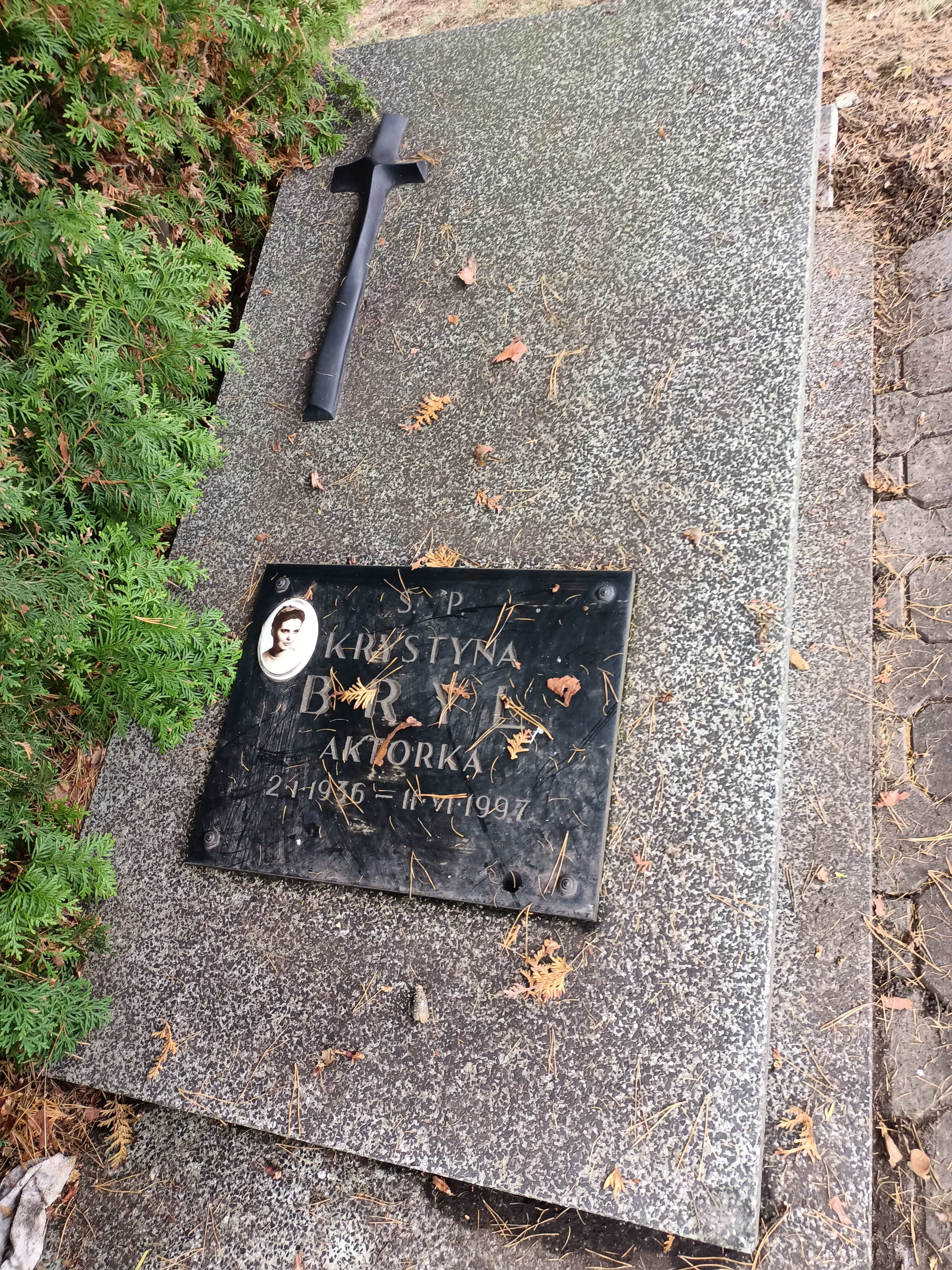
Nagrobek na komunalnym cmentarzu Północnym w Warszawie

Krystyna Bryl (ur. 2 stycznia 1936, zm. 11 czerwca 1997 w Warszawie) – polska aktorka teatralna.
W 1958 ukończyła studia w Państwowej Wyższej Szkole Teatralnej i otrzymała angaż w Teatrze Ateneum w Warszawie, gdzie występowała do 1963. Wystąpiła wówczas epizodycznie w filmie Zbrodniarz i panna, w reżyserii Janusza Nasfetera. Następnie przeniosła się do Teatru im. Adama Mickiewicza w Częstochowie i występowała tam do 1967. Zmarła w 1997, pochowana na komunalnym cmentarzu Północnym w Warszawie (kwatera S-VI-7-11-12).